# Mothocya toyamaensis
Mothocya toyamaensis is een pissebed uit de familie Cymothoidae. De wetenschappelijke naam van de soort is voor het eerst geldig gepubliceerd in 1993 door Nunomura.